# 拉达昆德
拉达昆德（Radhakund），是印度北方邦Mathura县的一个城镇。总人口5889（2001年）。

## 人口
该地2001年总人口5889人，其中男性3177人，女性2712人；0—6岁人口957人，其中男500人，女457人；识字率65.49%，其中男性为76.46%，女性为52.65%。